# 842
Năm 842 là một năm trong lịch Julius.